# Стадион Аустралија
Стадион Аустралија је стадион на којем су одржане церемоније отварања и затварања Олимпијских игара 2000., као и већина спортских такмичења Олимпијских игара које су 2000. одржане у Сиднеју, Аустралија. За време Олимпијских игара стадион је имао капацитет од 110.000 места, а након Игара капацитет је смањен на 83.500 места.
Стадион данас користе бројни фудбалски и крикет клубови, као и клубови из такмичења у рагбију и аустралијском фудбалу.
Клуб од 2007. носи спонзорски назив АНЗ Стадион а пре тога је био Стадион Телстра.
На овом стадиону игра се финале најаче рагби 13 лиге на свету (НРЛ), а играло се и финале најаче рагби 15 лиге на свету (Супер рагби) 2014. На овом стадиону одиграно је и финале светског првенства 2003.